# Tiago Alves (ur. 1996)
Tiago Alexandre Mendes Alves (ur. 19 czerwca 1996 w Coimbrze) – portugalski piłkarz występujący na pozycji napastnika, w brazylijskim klubie Botafogo.

## Kariera piłkarska
31 lipca 2016 r. Tiago Alves zadebiutował z Varzim w meczu 2016-17 Taça da Liga z Olhanense.